# Martin Bormann

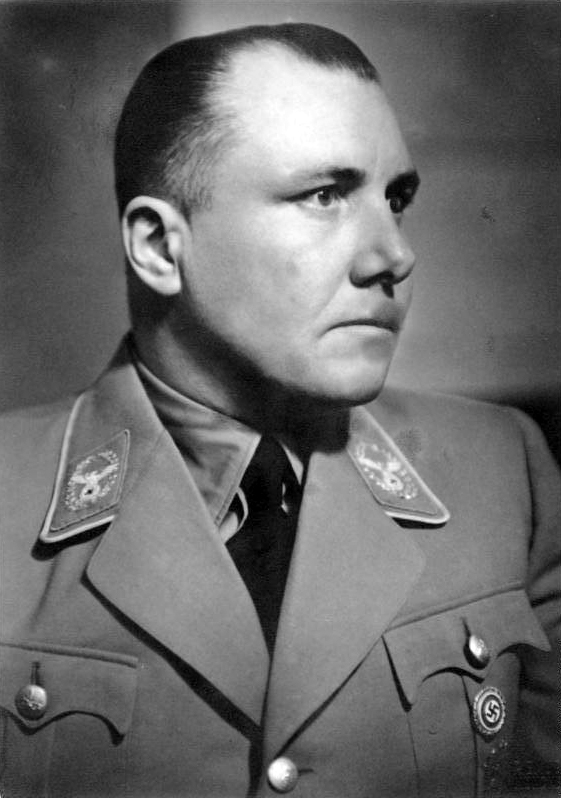
Martin Bormann år 1939.

Martin Ludwig Bormann, född 17 juni 1900 i Wegeleben nära Halberstadt, död 2 maj 1945 i Berlin, var en tysk nazistisk politiker. Bormann var chef för partikansliet från 1941 och från 1943 därtill Adolf Hitlers privatsekreterare. Han var även Hitlers ställföreträdare; dock var han inte utsedd till efterträdare. Bormann var Obergruppenführer i Sturmabteilung (SA) och Schutzstaffel (SS). Mot slutet av andra världskriget var han en av de mest inflytelserika personerna i kretsen kring Hitler, då han kontrollerade andra personers tillträde till Führern.
Den internationella militärtribunalen i Nürnberg dömde 1946 Bormann till döden in absentia.

## Biografi
Martin Bormann var son till posttjänstemannen Theodor Bormann (1862–1903) och dennes andra hustru Antonie Bernhardine Mennong. Paret fick tre söner: Martin, Albert och en som dog i späd ålder.
Bormann tjänstgjorde som artillerist under slutet av första världskriget, men hans förband kom aldrig i strid. Han arbetade därefter som godsförvaltare. Efter kriget lärde han känna Rudolf Höss och 1924 dömdes han jämte Höss till fängelse för inblandning i mordet på Walther Kadow. Efter att ha släppts från fängelset 1926 gick han med i nazistpartiet där han främst arbetade med ekonomiska frågor. I slutet av 1920-talet blev han medlem av högsta SA-ledningen i München.  Bormann träffade 1928 Gerda Buch (1909–1946), dotter till Walter Buch. Paret gifte sig den 2 september 1929 med Adolf Hitler som bröllopsvittne. Martin och Gerda Bormann fick sammanlagt tio barn:
- Adolf Martin Bormann (född 14 april 1930, död 11 mars 2013)
- Ilse Bormann (född 9 juli 1931, död 1958)
- Ehrengard Bormann (född 9 juli 1931, död 1932)
- Irmgard Bormann (född 25 juli 1933)
- Rudolf Gerhard Bormann (född 31 augusti 1934)
- Heinrich Hugo Bormann (född 13 juni 1936)
- Eva Ute Bormann (född 4 augusti 1938)
- Gerda Bormann (född 23 oktober 1940)
- Fred Hartmut Bormann (född 4 mars 1942)
- Volker Bormann (född 18 september 1943, död 1946)

År 1933 blev Bormann sekreterare till den nyutnämnde nazistiske ministern Rudolf Hess, som även var Hitlers ställföreträdare och fick tidigt ta hand om mycket av det dagliga arbetet. Efter Rudolf Hess flygfärd till Skottland den 10 maj 1941 blev Bormann Führerns ställföreträdare. Förhållandet till Hermann Göring och Heinrich Himmler var spänt, men han hade Hitlers förtroende.

### Död
I andra världskrigets slutskede befann sig Bormann i Führerbunkern i Berlin. Hitler uppmanade honom att fly. Hitler och Eva Braun begick självmord den 30 april, och dagen därpå, vid klockan 23.00, lämnade Bormann bunkern tillsammans med bland andra SS-läkaren Ludwig Stumpfegger och Hitlerjugends ledare, Arthur Axmann och Hitlers personliga pilot Hans Baur.
De tre försökte ta sig igenom de ryska linjerna. Vid Lehrter Bahnhof hamnade de tre mitt i en granatattack. Axmann vittnade senare om hur han i månskenet vid Weidendammer Brücke såg Stumpfeggers och Bormanns döda kroppar. De låg på rygg utan synliga skador. Detta skall ha varit någon gång mellan 01.30 och 02.30 natten till den 2 maj.
Bormann åtalades i sin frånvaro vid Nürnbergprocessen och dömdes till döden. Då han inte stått att finna, dödförklarades han en första gång den 27 oktober 1954 samt 1972 av den västtyska regeringen med stöd av ett skelett som hade påträffats vid ett vägarbete i Berlin. 1998 företog tyska och schweiziska vetenskapsmän ett DNA-test på skelettet. De jämförde DNA från kraniet med ett DNA-prov från en 83-årig släkting och kunde konstatera att skelettet var Bormanns. Man fann även rester av glasbitar i gommen och drog slutsatsen att de var från en cyanidkapsel, något som alla högre nazistledare bar på i slutskedet av kriget.
År 1999 överlämnades Martin Bormanns kvarlevor åt hans anhöriga. Kvarlevorna kremerades och askan ströddes över Östersjön.